# Električna reaktancija
Prolaskom kroz električne vodiče i otpornike električna struja nailazi na električni otpor koji je određen strukturalnim osobinama materijala od kojeg je neki električki vodič, odn. otpornik načinjen. Električna struja u električnim strujnim krugovima s električnim otpornicima strogo je razmjerna električnom naponu, a obrnuto razmjerna veličini električnog otpora (u daljnjem tekstu: struja, napon, otpor).

## Električni otpor
Otpornik ne mijenja veličinu svog otpora veličinom struje koja kroz njega prolazi te ga nazivamo i linearnim elementom. Nadalje, karakteristika ne samo otpornika, već i svih vodiča elektriciteta općenito, je da je njihov otpor u pravilu jednak i za istosmjernu i za sve vrste izmjenične struje bez obzira na frekvenciju ili valni oblik izmjenične struje, gdje je električni otpor određen omjerom sukladno Ohmovom zakonu:
{\displaystyle I={\frac {U}{R}}}
Konačno, i ne manje važno, otpornik kao osnovni elektronički element nema mogućnosti uskladištenja energije. Za razliku od otpornika, električni kondenzatori i električne zavojnice (u daljnjem tekstu: kondenzator, zavojnica) imaju svojstvo pohrane (akumuliranja) energije u obliku električnog ili magnetskog polja.

## Kondenzator

### Električna reaktancija kondenzatora
Kondenzator ne provodi istosmjernu električnu struju te za nju predstavlja, u idealnim uvjetima, beskonačno velik otpor. Međutim, priključenjem na istosmjerni električni izvor on će se «nabiti» elektricitetom i upravo ta osobina kondenzatora da pohranjuje energiju imat će posljedicu da će on svojevrstnim povratnim, reaktivnim, djelovanjem utjecati i na jačinu izmjenične struje. Kako je električni kapacitet definiran kao omjer električnog naboja koji postoji na oblogama kondenzatora i odgovarajućeg električnog napona koji se pojavljuje na priključnicama kondenzatora (u daljnjem tekstu: kapacitet, naboj, napon), u statičkim uvjetima vrijedi da je
{\displaystyle C={\frac {Q}{U}}}
U dinamičkim uvjetima, međutim, vrijede sljedeći odnosi
{\displaystyle C={\frac {dq}{du}}}
iz čega slijedi da je
{\displaystyle du={\frac {1}{C}}dq}
odnosno općenito
{\displaystyle u(t)={\frac {1}{C}}\int i(t)\,dt.}
Rješavanje integralnih ili diferencijalnih jednadžbi može se pokazati složenim čak i za jednostavnije električne krugove, no tamo gdje ima više strujnih petlji, električnih izvora i veći broj otpornika i kondenzatora to može predstavljati nepremostivu poteškoću. Štoviše, računanje trenutnih vrijednosti izmjeničnih napona i struja u domeni vremena niti nema neku praktičnu vrijednost. Zato se Fourierovom transformacijom ili Laplaceovom transformacijom za slučaj kontinuirane sinusoidne pobude ({\displaystyle s=j\omega \,} ) čitava integralna jednadžba transformira iz domene vremena u domenu kružne frekvencije {\displaystyle j\omega ,\,} kako slijedi
{\displaystyle U(j\omega \,)={\frac {1}{j\omega \,C}}I(j\omega \,)}
Kondenzatoru, odn. kapacitetu, se na taj način dodjeljuje svojevrstan imaginaran «otpor» u području kružne frekvencije koji nazivamo kapacitivnim reaktivnim otporom ili kapacitivnom reaktancijom:
{\displaystyle X_{C}={\frac {1}{\omega \,C}}}
i odgovarajuća kapacitivna reaktivna vodljivost, odn. kapacitivna susceptancija:  {\displaystyle B=j\omega \,C}
gdje je {\displaystyle \omega \,=2\pi \,f}
Kapacitivni reaktivni otpor kondenzatora se smanjuje porastom frekvencije izmjenične struje strminom 6 dB/oktavi (20 dB/dekadi) da bi za beskonačno visoku frekvenciju postao jednak nuli. Prikazujući napon na kondenzatoru i struju kroz kondenzator vektorima (ponekad se koristi pojam fazora) u kompleksnoj ravnini, ustanovit ćemo da u odnosu na vektor napona koji polažemo, na primjer, na pozitivnu realnu os, vektor struje prethodi vektoru napona za 90 stupnjeva i koji se u takvom slučaju nalazi na pozitivnoj imaginarnoj osi ({\displaystyle +j\,}). Uobičajeno je stoga kazati da kod kondenzatora, odn. kapaciteta, fazni pomak struje +90 stupnjeva.

### Reaktancija kondenzatora u strujnom krugu
Reaktancija kondenzatora je, dakle, imaginarna veličina gdje, vrlo pojednostavljeno, integraciju u domeni vremena zamjenljujemo dijeljenjem s {\displaystyle j\,\omega \,} prelazeći na taj način u domenu kružne frekvencije. U području kružne frekvencije u strujnim krugovima postupamo vrlo slično strujnim krugovima s istosmjernim izvorima te je rezultantna reaktancija serijskog spoja više kondenzatora jednaka:
{\displaystyle X=X_{C_{1}}+X_{C_{2}}+\dots +X_{C_{n}}}
dok za paralelni spoj više kapacitivnih reaktancija vrijedi
{\displaystyle {\frac {1}{X}}={\frac {1}{X_{C_{1}}}}+{\frac {1}{X_{C_{2}}}}+\dots +{\frac {1}{X_{C_{n}}}}}

### Reaktancija kondenzatora u stvarnim uvjetima
Kondenzator s idealnim dielektrikom (idealni kondenzator) vraća u električnu mrežu onoliko energije koliko je i primio. Na taj način u ukupnom energetskoj bilanci kondenzator u idealnim uvjetima ne troši snagu iz električne mreže i ne uzrokuje gubitke energije. U stvarnosti, međutim, kondenzator ima neki konačni otpor dielektrika te ga prikazujemo paralelnim spojem idealnog kondenzatora kapaciteta C, te otpora Rc koji predstavlja otpor dielektrika i uzrokom je gubitaka snage na kondenzatoru. Omjer otpora dielektrika i apsolutne vrijednosti reaktancije kondenzatora određuje kvalitetu kondenzatora te su u tom smislu najkvalitetniji, na primjer, keramički kondenzatori, a znatno nekvalitetniji elektrolitski kondenzatori.

## Zavojnica

### Električna reaktancija zavojnice
Za razliku od kondenzatora, zavojnica pohranjuje energiju u magnetskom polju i dok se kondenzator svojim kapacitetom «protivi» promjeni napona, karakteristika je zavojnice da se svojom induktivnošću «protivi» promjeni struje inducirajući tzv. protuelektromotornu silu određenu diferencijalnom jednadžbom:
{\displaystyle u(t)=L{\frac {di(t)}{dt}}}
Primijenljujući Fourierovu, odn. Laplaceovu transformaciju za slučaj kontinuirane sinusoidne pobude ({\displaystyle s=j\omega \,} ), jednadžba se iz domene vremena transformira u domenu kružne frekvencije {\displaystyle j\omega \,}:
{\displaystyle U(j\omega \,)=j\omega \,L\cdot I(j\omega \,)}
Zavojnici, odn. induktivitetu se na taj način dodjeljuje svojevrstan imaginaran «otpor» u području kružne frekvencije koji nazivamo induktivnim reaktivnim otporom ili induktivnom reaktancijom:
{\displaystyle X_{L}=\omega \,L}
te induktivna reaktivna vodljivost, odn. induktivna susceptancija:  {\displaystyle B={\frac {1}{j\omega \,L}}}
gdje je {\displaystyle \omega \,=2\pi \,f}
Otpor idealne zavojnice za istosmjernu struju jednak je nuli. Reaktivni otpor zavojnice raste porastom frekvencije strminom 6 dB/oktavi (20 dB/dekadi) i na beskonačno visokoj frekvenciji postaje beskonačno velik. Prikazujući napon na zavojnici i struju kroz zavojnicu vektorima u kompleksnoj ravnini, ustanovit ćemo da u odnosu na vektor napona koji polažemo, na primjer, na pozitivnu realnu os, vektor struje zaostaje za vektorom napona za 90 stupnjeva i koji se u takvom slučaju nalazi na negativnoj imaginarnoj osi ({\displaystyle -j\,}). Uobičajeno je stoga kazati da kod zavojnice, odn. induktiviteta, fazni pomak struje -90 stupnjeva.

### Reaktancija zavojnice u strujnom krugu
Reaktancija zavojnice također je imaginarna veličina gdje, vrlo pojednostavljeno, diferenciranje u domeni vremena zamjenljujemo množenjem s {\displaystyle j\omega \,} te prelazimo na taj način u domenu kružne frekvencije. U području kružne frekvencije u strujnim krugovima postupamo vrlo slično strujnim krugovima s istosmjernim izvorima te je rezultantna reaktancija serijskog spoja više zavojnica jednaka:
{\displaystyle X=X_{L_{1}}+X_{L_{2}}+\dots +X_{L_{n}}}
dok za paralelni spoj više induktivnih reaktancija vrijedi
{\displaystyle {\frac {1}{X}}={\frac {1}{X_{L_{1}}}}+{\frac {1}{X_{L_{2}}}}+\dots +{\frac {1}{X_{L_{n}}}}}

### Reaktancija zavojnice u stvarnim uvjetima
Idealna zavojnica s otporom žice jednakim nuli vraća u električnu mrežu onoliko energije koliko je i primila. Na taj način u ukupnoj energetskoj bilanci zavojnica u idealnim uvjetima ne troši snagu iz električne mreže i ne uzrokuje gubitke energije. U stvarnosti, međutim, zavojnica ima neki otpor vodiča kojim je izvedena te je prikazujemo serijskim spojem idealnog induktiviteta i otpora koji predstavlja radni otpor zavoja zavojnice i koji je uzrokom gubitaka snage u zavojnici. Omjer apsolutnog iznosa reaktancije zavojnice i "ohmskog" otpora zavoja zavojnice određuje kvalitet zavojnice te se one u pravilu izvode vodičima nešto većeg presjeka i što manjeg specifičnog električnog otpora.

## Sažetak
Reaktancija je imaginarna veličina koja ima svoju apsolutnu vrijednost (veličinu) i odgovarajući fazni pomak (argument). S reaktancijama se u osnovi računa kao i s električnim mrežama izvedenim istosmjernim električnim izvorima i otporima, uzimajući naravno u obzir da se matematičke operacije zbivaju u kompleksnoj ravnini. Uz iste uvjete vrijede Ohmov zakon, Kirchhoffovi zakoni, teoremi iz područja električnih mreža (Theveninov poučak, Nortonov poučak i Metoda superpozicije) te druge metode rješavanja linearnih električnih mreža.